# مانون كاربنتر
مانون كاربنتر (بالإنجليزية: Manon Carpenter)‏ هي دراجة بريطانية، ولدت في 11 مارس 1993 في المملكة المتحدة.

## وصلات خارجية
- الموقع الرسمي
- مانون كاربنتر على موقع أرشيف الدراجات (الإنجليزية)
- مانون كاربنتر على موقع MTB Data (الإنجليزية)